# Sojuz 35
Salut 6 EO-4 (kod wywoławczy «Днепр» - Dniepr) – czwarta podstawowa załoga stacji Salut 6 i zarazem ósma udana misja załogowa na tę stację. Załoga powróciła na Ziemię na pokładzie statku Sojuz 37.  

## Załoga

### Start
- Leonid Popow (1) - ZSRR
- Walerij Riumin (3) - ZSRR

### Rezerwowa
- Wiaczesław Zudow (2) - ZSRR
- Borys Andriejew (1) - ZSRR

### Lądowanie
- Walerij Kubasow (3) - ZSRR
- Bertalan Farkas (1) - Węgry

Załoga Sojuza 36

## Przebieg misji
W pierwotnie wyznaczonej załodze inżynierem pokładowym miał być Walentin Lebiediew, ale z lotu wykluczyła go kontuzja kolana odniesiona podczas ćwiczeń na trampolinie. Na jego miejsce wyznaczony został Walerij Riumin, który był członkiem poprzedniej (EO-3) stałej załogi Saluta 6. 
Po wejściu na pokład stacji, Riumin stwierdził zmatowienie iluminatorów stacji oraz liczne ubytki na ich powierzchniach, spowodowane przez mikrometeoryty i śmieci orbitalne. Kosmonauci wymienili elementy systemów orientacji i podtrzymywania życia stacji, a także zainstalowali nowy system alarmowy. Zsynchronizowano także zegary na pokładzie stacji z zegarami kontroli lotów, dodano 80 kg baterię i wymieniono powietrze ze zbiorników Progressa 8.